# Seh Gonbad
Seh Gonbad (persiska: سه گنبد) är en ort i Iran.   Den ligger i provinsen Khorasan, i den nordöstra delen av landet, 700 km öster om huvudstaden Teheran. Seh Gonbad ligger 1 159 meter över havet och antalet invånare är 144.
Terrängen runt Seh Gonbad är platt. Runt Seh Gonbad är det ganska glesbefolkat, med 25 invånare per kvadratkilometer. Närmaste större samhälle är Kārīzak, 6,4 km norr om Seh Gonbad. Trakten runt Seh Gonbad består till största delen av jordbruksmark.